# Stephanometra indica
Stephanometra indica is een haarster uit de familie Mariametridae.
De wetenschappelijke naam van de soort werd in 1876 gepubliceerd door Smith.